# 全国繊維化学食品流通サービス一般労働組合同盟
全国繊維化学食品流通サービス一般労働組合同盟（ぜんこくせんいかがくしょくひんりゅうつうサービスいっぱんろうどうくみあいどうめい、略称：UAゼンセン（ユーエーゼンセン）、英語：The Japanese Federation of Textile, Chemical, Food, Commercial, Service and General Workers' Unions、略称：UA ZENSEN）は、日本の労働組合である。
日本労働組合総連合会（連合）、インダストリオール日本化学エネルギー労協（ICEM-JAF）、国際食品関連産業労働組合連合会 （IUF）、国際建設林業労働組合連盟（BWI）、 ユニ・グローバル・ユニオン（UNI）に加盟している。

## 名称
名称は、多くの労働組合、複数の業種を抱えるために日本でも有数と思われる長大な名前を冠している。略称の「UAゼンセン」の「UA」はUnion Alliance（労働組合同盟）およびUnion All-roundによる。また「ゼンセン同盟」の名前は、組織統合当時に約60万の組合員を抱え知名度もあった旧UIゼンセン同盟の時から使われている。
なお旧UIゼンセン同盟の「UI」は、旧同盟系組合に多くある「友愛」との語呂合わせ（同盟が「友愛会議」と名を改めている）である。英略称であったUIZは「UIゼンセン同盟」から来ていた。

## 概説
2009年9月10日～11日の定期大会でなされた報告によると、現有勢力は組合員数107万1,315人、約3,000組合（約2,000単組、800労連）である。これにより、民間の労働組合として日本最大であるだけでなく、労働界全体で見ても、100万人を割った全日本自治団体労働組合をしのぐ最も大きな産業別単位組合（単産）となった。さらに同大会で、日本サービス・流通労働組合連合（JSD、20万6,000人）との組織統合も視野に入っていることが明らかにされた。
業種は繊維、アパレル、化学工業、工業、食品、流通、サービスなどの産業分野。大手企業の組合も多いが、中小企業の組合も多く抱える。2009年9月には新聞社が加わった（産経新聞社）。
旧全日本労働総同盟（同盟）系の組合を多く抱え、連合内や労働界では労使協調路線で知られているが、1954年の近江絹糸闘争をはじめ、近年では2000年から2008年にかけての山田紡績解雇撤回闘争など激しく戦う面もある。連合の他の産業別組合が、加盟組合の連合体として企業別労働組合を優先する立場であるのに対して、産業別組合の権限が大きいことも特徴である。春闘などの統一闘争では、産業別組合の承認を厳格に求める。
組織拡大に力を注いでいることも特徴で、UAゼンセンの専従者の評価は組織拡大の実績で評価されるのが基本である。また労働界では珍しく、組織拡大担当者のステータスが高いことも特徴である。戦前の女工哀史以来の組織的伝統と見られる。2006年から2009年にかけては、大手スーパーでのパート従業員の組合員化に成功し、大きく組合員数を増加させ、労働組合組織率の上昇に寄与した。一方で、こうした組織拡大が当該企業で会社側と対峙し成果を挙げている他の労組に対する切り崩し工作に利用される場合もあり（第二組合）、一例として大阪府労委が「会社は組合〔天六ユニオン〕の弱体化を図るため、社外労組〔ゼンセン〕に支援を求めて、新たな労働組合の結成に関与したもの」として不当労働行為を認定した事例がある。
全日本金属産業労働組合協議会（金属労協、IMF-JC）主導で結成された連合だが、製造業の組合員が大幅に減少し続ける中で、組合員を増やし続けているUAゼンセンは連合内での発言力も大きく、連合では高木剛前会長はじめ多くの役員を抱える。
2017年から、悪質な顧客からのクレームから組合員を守る目的で「悪質クレーム対策（迷惑行為）アンケート調査」を実施し、ハラスメント防止の法制度の整備を厚生労働省に訴えている。
政治面では、旧民社党系の民社協会所属の議員（民主党→民進党→旧・国民民主党→国民民主党）を支持。
組合員数では最大規模となるUAゼンセンであるが、パートなど非正規従業員も多く、産別への帰属意識が比較的低いとされていた。しかし、イオングループ出身の田村麻美を擁立した2019年の第25回参議院議員通常選挙では連合組織内候補でトップかつ、同労組過去最高得票となる26万票を獲得した。田村の善戦には、イオン創業家一族の岡田克也・元民進党代表がイオン票の取り纏めに尽力した事や、パート労働者らの課題である「同一労働同一賃金」を政府が議論していた経緯があったとされる。

## 歴史
2002年9月19日に、ゼンセン同盟、日本化学・サービス・一般労働組合連合（CSG連合）、日本繊維生活産業労働組合連合会（繊維生活労連）の組織統合によって発足した。
旧全繊時代の1954年には、近江絹糸紡績（現オーミケンシ）で大規模な争議があり、「人権争議」と呼ばれてストライキで闘ったこともある（近江絹糸争議）。当時の代表的存在が宇佐美忠信である。日本労働組合総評議会については、旧日本社会党（現・社会民主党）の最大支援組織として常に批判する立場にあったが、宇佐美は政治方針を除いて労働組合としての総評についてはある程度、理解・評価していた。
2012年11月6日には、UIゼンセン同盟と日本サービス・流通労働組合連合（サービス・流通連合）が統合し、全国繊維化学食品流通サービス一般労働組合同盟（UAゼンセン）となった。

## 組合歌
- UAゼンセン歌（作詞：UAゼンセン、補作詞：志村建世、作曲：良木とも）

### UIゼンセン同盟時代の組合歌
- UIゼンセン同盟歌（作詞：井出喜久代、作曲：良木とも）
- 友の輪 愛の輪（UIゼンセン同盟愛唱歌、作詞：さいとう大三、作曲：渡辺岳夫）
- たたかうなかま

## 組織

### 本部組織
- 会長
- 副会長
- 書記長
  - 副書記長
    - 総務局
    - 財政局

  - 副書記長
    - 企画局
    - 広報・情報局

  - 副書記長
    - 組織局
    - 教育・社会運動局
    - 生活応援・共済事業局

  - 副書記長
    - 政策・労働条件局
    - 短時間組合員総合局
    - 政治局

  - 男女共同参画局
  - 国際局

- 大会
- 中央委員会
- 中央執行委員会
- 常任中央執行委員会
  - 製造産業部門
    - 繊維素材部会
    - 繊維加工部会
    - 衣料・スポーツ部会
    - 化学部会
    - 医療・化粧品部会
    - 総合製造部会

  - 流通部門
    - スーパーマーケット部会
    - GMS部会
    - 住生活関連部会
    - 百貨店部会
    - ドラッグ関連部会
    - 専門店部会

  - 総合サービス部門
    - フード部会
    - フードサービス部会
    - ケータリング部会
    - インフラサービス部会
    - 生活サービス部会
    - ホテル・レジャー部会
    - パチンコ関連部会
    - 医療・介護・福祉部会
    - 人材サービス部会

  - ユニオンメイト（各都道府県支部を通じ、合同労働組合の役割を果たす）

### 地方組織
- 都道府県支部（全国47都道府県）

## 主な加盟組合
| 繊維産業 - 日清紡績労働組合（日清紡績） - 東洋紡績労働組合（東洋紡績） - 日東紡績労働組合（日東紡績） - オーミケンシ労働組合（オーミケンシ、旧近江絹糸） - トーア紡グループユニオン - 東亜紡績労働組合（東亜紡績） - ユニチカ労働組合（ユニチカ） アパレル産業 - 三陽商会労働組合（三陽商会） - ルックユニオン（ルック） 化学工業 - カネボウ労働組合（カネボウ） - クラレグループ労働組合連合会（クラレ） - 旭化成労働組合連合会（旭化成労連） - 旭化成労働組合（旭化成） - 全東レ労働組合連合会（東レ） - 東京応化工業労働組合（東京応化工業） - 武田薬品工業労働組合（武田薬品工業） 工業 - テルモ労働組合（テルモ） - 象印マホービン労働組合（象印マホービン） - 小泉産業グループユニオン（小泉産業） - 第一硝子労働組合（第一硝子） - フランスベッド労働組合（フランスベッド） - セーレン労働組合（セーレン） - 検査労働組合連合会 サービス産業 食品製造販売産業 - 全プリマハム労働組合（プリマハム） 外食産業 - ワタミメンバーズアライアンス（ワタミ） - サンデーサン労働組合（サンデーサン） - ココスジャパンユニオン（ココスジャパン） - セブン&アイ・フードシステムズ労働組合（セブン&アイ・フードシステムズ） - 全京樽労働組合（京樽） - ビッグボーイジャパンユニオン（ビッグボーイジャパン） - サトレストランシステムズユニオン（サトレストランシステムズ） - ロイヤルグループ労働組合（ロイヤルホールディングスグループ各社） - 江戸一労働組合（江戸一） レジャー産業 - オリエンタルランドフレンドシップソサエティ（オリエンタルランド、東京ディズニーリゾート） - ユー・エス・ジェイ クルーアライアンス（USJ） - ダイナムユニオン（ダイナム） - マルハンユニオン（マルハン） - トリックスターズユニオン（トリックスターズ・アレア） | 流通産業 一般小売 - セブン&アイグループ労働組合連合会（セブン&アイ・ホールディングス） - イトーヨーカ堂労働組合（イトーヨーカ堂） - そごう・西武労働組合（そごう・西武） - イオングループ労働組合連合会（イオングループ） - ダイエーユニオン（ダイエー） - 平和堂労働組合（平和堂） - 中三労働組合（中三） - 万代ユニオン（万代） - マイカルユニオン（マイカル） 家電販売 - 上新電機労働組合（上新電機） - ビックカメラ労働組合（ビックカメラ） - ヤマダ電機労働組合（ヤマダホールディングス） - SSUAヨドバシカメラユニオン（ヨドバシカメラ） カー用品販売 - イエローハットユニオン（イエローハット） - オールオートバックスセブンユニオン（オートバックスセブン） 生活協同組合 - コープこうべユニオン（コープこうべ） その他小売 - ファッション関連労働組合連合会 - 赤ちゃん本舗労働組合（赤ちゃん本舗） - アルペン労働組合（アルペン） - スギ薬局ユニオン（スギ薬局） - マツモトキヨシ労働組合（マツモトキヨシ） - コスモス薬品労働組合（コスモス薬品） - セシール労働組合（セシール） - ブラザー販売労働組合（ブラザー販売） - タカケン労働組合（タカケン、クリーニング業） - 富士薬品ユニオン（富士薬品） その他 - 帝人労働組合（帝人） - コルビック労働組合（コルビック） - 日本介護クラフトユニオン - コムスン分会（コムスン） - ニチイ学館労働組合（ニチイ学館） - 人材サービスゼネラルユニオン（労働者派遣事業） - ヒト・コミュニケーションズ分会（ヒト・コミュニケーションズ） - 高木工業分会（高木工業） - トラウム分会（トラウム） - ルフト・メディカルケア分会（ルフト・メディカルケア） - テクノプロ分会（テクノプロ） - テクノプロ・コンストラクション分会（テクノプロ・コンストラクション） - マックスサポート分会（マックスサポート） - キャンディルテクト分会（キャンディルテクト） - あっとほーむ分会（あっとほーむ） - ワークネット分会（ワークネット） - MJテクノロジー分会（MJテクノロジー） - デサント労働組合（デサント） - アシックス労働組合（アシックス） - ミズノユニオン（ミズノ） - 大阪ガス労働組合（大阪ガス） - 産経グループ労働組合連合会 - 産経労働組合（産業経済新聞社） - 産経制作労働組合 - 産経印刷労働組合 - ダスキン労働組合（ダスキン） - 連帯労働組合（複数企業連帯） - 連帯労働組合プロ野球審判支部（プロ野球審判員） |

## 組織内国会議員
国民民主党
- 田村麻美（2025年改選）
- 川合孝典（2028年改選）

立憲民主党
- 伴野豊

無所属
- 堂込麻紀子（2028年改選）

### 過去の組織内国会議員
- 柳澤光美（2016年引退）